# Боровічкі-Пенькі
Боровічкі-Пенькі (пол. Borowiczki-Pieńki) — село в Польщі, у гміні Слупно Плоцького повіту Мазовецького воєводства.
Населення — 552 особи (2011).
У 1975-1998 роках село належало до Плоцького воєводства.

## Демографія
Демографічна структура станом на 31 березня 2011 року:
|          | Загалом | Допрацездатний вік | Працездатний вік | Постпрацездатний вік |
| -------- | ------- | ------------------ | ---------------- | -------------------- |
| Чоловіки | 286     | 65                 | 192              | 29                   |
| Жінки    | 266     | 43                 | 175              | 48                   |
| Разом    | 552     | 108                | 367              | 77                   |